# Kabinet-Dini
Het kabinet-Dini is een Italiaanse regering die op 17 januari 1995 werd gevormd, na de val van het Kabinet-Berlusconi I. De regering bleef aan tot 17 mei 1996. De regering was vooral een partijloze regering, met alleen technocratische ministers.
Onder Dini's premierschap voerde hij grote economische hervormingen door. Hij privatiseerde de staatsbedrijven of verminderde de staatsinvloed in bepaalde bedrijven door de verkoop van aandelen. In december 1996 diende Dini zijn ontslag in toen bleek dat de centrumlinkse partijen onder Romano Prodi een samenwerkingsverband hadden gevormd onder de naam L'Ulivo (Olijftak) en zij niet meer bereid waren het kabinet onder Dini te steunen. Eerder was ook de centrumrechtse steun ingetrokken.

## Kabinet–Dini (1995–1996)
| Ambtsbekleder                          | Ambtsbekleder       | Ambtsbekleder                          | Functie                                                  | Ambtstermijn     | Ambtstermijn     | Partij |
| -------------------------------------- | ------------------- | -------------------------------------- | -------------------------------------------------------- | ---------------- | ---------------- | ------ |
|                                        | Lamberto Dini       | Lamberto Dini (1931)                   | Premier                                                  | 17 januari 1995  | 17 mei 1996      | O      |
| Minister van de Schatkist              | Lamberto Dini       | Lamberto Dini (1931)                   |                                                          | 17 januari 1995  | 17 mei 1996      | O      |
|                                        | Lamberto Cardia     | Lamberto Cardia (1934)                 | Secretaris- generaal                                     | 17 januari 1995  | 17 mei 1996      | O      |
|                                        | Antonio Brancaccio  | Antonio Brancaccio (1923–1995)         | Minister van Binnenlandse Zaken                          | 17 januari 1995  | 8 juni 1995      | O      |
|                                        | Giovanni Coronas    | Giovanni Coronas (1919–2008)           | Minister van Binnenlandse Zaken                          | 8 juni 1995      | 17 mei 1996      | O      |
|                                        | Susanna Agnelli     | Susanna Agnelli (1922–2009)            | Minister van Buitenlandse Zaken                          | 17 januari 1995  | 17 mei 1996      | O      |
|                                        | Augusto Fantozzi    | Augusto Fantozzi (1940–2019)           | Minister van Financiën                                   | 17 januari 1995  | 17 mei 1996      | O      |
|                                        |                     | Rainer Masera (1944)                   | Minister van het Budget                                  | 17 januari 1995  | 12 januari 1996  | O      |
|                                        | Augusto Fantozzi    | Augusto Fantozzi (1940–2019)           | Minister van het Budget                                  | 12 januari 1996  | 16 februari 1996 | O      |
|                                        |                     | Mario Arcelli (1935–2004)              | Minister van het Budget                                  | 16 februari 1996 | 17 mei 1996      | O      |
|                                        | Filippo Mancuso     | Filippo Mancuso (1922–2011)            | Minister van Justitie                                    | 17 januari 1995  | 20 oktober 1995  | O      |
|                                        | Lamberto Dini       | Lamberto Dini (1931)                   | Minister van Justitie                                    | 20 oktober 1995  | 16 februari 1996 | O      |
|                                        | Vincenzo Caianiello | Vincenzo Caianiello (1932–2002)        | Minister van Justitie                                    | 16 februari 1996 | 17 mei 1996      | O      |
|                                        | Alberto Clò         | Alberto Clò (1947)                     | Minister van Economische Zaken                           | 17 januari 1995  | 17 mei 1996      | O      |
| Minister voor Buitenlandse Handel      | Alberto Clò         | Alberto Clò (1947)                     |                                                          | 17 januari 1995  | 17 mei 1996      | O      |
|                                        | Domenico Corcione   | Generaal Domenico Corcione (1929–2020) | Minister van Defensie                                    | 17 januari 1995  | 17 mei 1996      | O      |
|                                        | Elio Guzzanti       | Elio Guzzanti (1920–2014)              | Minister van Volksgezondheid                             | 17 januari 1995  | 17 mei 1996      | O      |
|                                        | Tiziano Treu        | Tiziano Treu (1939)                    | Minister van Arbeid en Sociale Zaken                     | 17 januari 1995  | 21 oktober 1998  | O      |
|                                        | Giancarlo Lombardi  | Giancarlo Lombardi (1937–2017)         | Minister van Onderwijs                                   | 17 januari 1995  | 17 mei 1996      | O      |
|                                        | Giovanni Caravale   | Giovanni Caravale (1935–1997)          | Minister van Transport                                   | 17 januari 1995  | 17 mei 1996      | O      |
|                                        | Paolo Baratta       | Paolo Baratta (1939)                   | Minister van Infrastructuur                              | 17 januari 1995  | 17 mei 1996      | O      |
| Minister van Milieu                    | Paolo Baratta       | Paolo Baratta (1939)                   |                                                          | 17 januari 1995  | 17 mei 1996      | O      |
|                                        |                     | Walter Luchetti (1937)                 | Minister van Landbouw                                    | 17 januari 1995  | 17 mei 1996      | O      |
|                                        | Antonio Paolucci    | Antonio Paolucci (1939)                | Minister van Cultuur                                     | 17 januari 1995  | 17 mei 1996      | O      |
|                                        |                     | Agostino Gambino (1933–2021)           | Minister van Communicatie                                | 17 januari 1995  | 17 mei 1996      | O      |
|                                        | Guglielmo Negri     | Guglielmo Negri (1926–2000)            | Minister voor Parlementaire Betrekkingen                 | 17 januari 1995  | 17 mei 1996      | O      |
|                                        | Franco Frattini     | Franco Frattini (1957)                 | Minister voor Publieke Diensten                          | 17 januari 1995  | 22 maart 1996    | O      |
| Minister voor Regionale Zaken          | Franco Frattini     | Franco Frattini (1957)                 |                                                          | 17 januari 1995  | 22 maart 1996    | O      |
|                                        | Giovanni Motzo      | Giovanni Motzo (1930–2002)             | Minister voor Publieke Diensten                          | 22 maart 1996    | 17 mei 1996      | O      |
| Minister voor Regionale Zaken          | Giovanni Motzo      | Giovanni Motzo (1930–2002)             |                                                          | 22 maart 1996    | 17 mei 1996      | O      |
| Minister voor Bestuurlijke Vernieuwing | Giovanni Motzo      | Giovanni Motzo (1930–2002)             | 17 januari 1995                                          |                  | 17 mei 1996      | O      |
|                                        | Giorgio Salvini     | Giorgio Salvini (1920–2015)            | Minister voor Hoger Onderwijs, Wetenschap en Technologie | 17 januari 1995  | 17 mei 1996      | O      |
|                                        | Sabino Cassese      | Sabino Cassese (1935)                  | Minister voor Welzijn en Familiezaken                    | 17 januari 1995  | 17 mei 1996      | O      |
|                                        | Antonio Brancaccio  | Antonio Brancaccio (1923–1995)         | Minister zonder portefeuille                             | 8 juni 1995      | 17 mei 1996      | O      |

De Gasperi II · De Gasperi III · De Gasperi IV · De Gasperi V · De Gasperi VI · De Gasperi VII · De Gasperi VIII · Pella · Fanfani I · Scelba · Segni I · Zoli · Fanfani II · Segni II · Tambroni · Fanfani III · Fanfani IV · Leone I · Moro I · Moro II · Moro III · Leone II · Rumor I · Rumor II · Rumor III · Colombo · Andreotti I · Andreotti II · Rumor IV · Rumor V · Moro IV · Moro V · Andreotti III · Andreotti IV · Andreotti V · Cossiga I · Cossiga II · Forlani · Spadolini I · Spadolini II · Fanfani V · Craxi I · Craxi II · Fanfani VI · Goria · De Mita · Andreotti VI · Andreotti VII · Amato I · Ciampi · Berlusconi I · Dini · Prodi I · D'Alema I · D'Alema II · Amato II · Berlusconi II · Berlusconi III · Prodi II · Berlusconi IV · Monti · Letta · Renzi · Gentiloni · Conte I · Conte II · Draghi · Meloni